# ルイジアナ地区
ルイジアナ地区（英: District of Louisiana>）は、広大なルイジアナ買収地の中でオーリンズ準州に編入されていなかった北の部分の、アメリカ合衆国政府の公式の指定地区。現在のアーカンソー州の北のエリアはアッパー・ルイジアナとしても知られていた。ルイジアナ地区はまた、フランスとスペインの支配下の行政部門でもあった。

## 軍政のルイジアナ地区
1803年10月31日に成立した法律で、合衆国議会はフランスから購入した領地の臨時政府の規定を定めた。地元の民間政府はフランスとスペインの支配下のまま継続していたが、大統領には治安を維持するための軍隊の使用権を与えられた。この軍事政権は指揮官のエイモス・スタッダードとともに、1804年3月10日（フランスの手から移譲された正式な日付、スリー・フラッグス・デー）から1804年9月30日まで効力を発揮した。

## 民政のルイジアナ地区
1804年3月26日、合衆国議会は1804年10月1日に実効化される法律を制定し、インディアナ準州の知事と判事にルイジアナ地区への一時的な権限を与えた。1804年、インディアナ準州知事のウィリアム・ハリソンと、デーヴィス、グリフィン、バンデンバーグら準州判事は、ルイジアナ地区の首都セントルイス（現在のミズーリ州セントルイス）に法廷を開き、地域の法律を実効化した。
臨時政府設立の法の条項のもとでは、インディアナ準州の知事と判事は、セントルイスで年に2度会合を開くはずであった。しかし、ミシシッピ川西岸の入植者たちは、下記のさまざまな事柄に対して不満だった。
- スペインの払い下げ地を承認しない政策[3]

- ミシシッピ川以西に移住されるべきインディアンに領地の多くが与えられることを見越して、その土地から入植者を退去させる政策

- 以前は大陸法によって（税金の導入とともに）統治されていた土地でコモン・ロー（英米の習慣法）を実施すること

- 大多数のフランス語を話す人々のための学校の準備の欠如

- 歴史的に奴隷の保有が認められていた地域に、奴隷制禁止の条項のある北西部条例が実施される事への懸念

- インディアナ準州のビンセンズまで180マイル以上も離れていたこと

合衆国との併合で5つの区域（ニューマドリード、ケープジラード、セントジュヌビエーブ、セントチャールズ、セントルイス）に分けられていたルイジアナ地区からの入植者たちは1804年9月にセントルイスで会合をし、正式に併合に反対した。この宣言の署名者にはアウグスト・シュートゥもいた。
この時代の最も有名な出来事の一つは、セントルイス条約であった。この条約により、インディアンのソーク族とフォックス族が、ミズーリ北東部、イリノイ北部、ウィスコンシン南部の土地を合衆国に譲渡した。この条約を巡る大きな憤りは、米英戦争中に両部族がイギリス側について、ミズーリ川、オハイオ川、ミシシッピ川沿いを襲撃する結果となり、1832年のブラック・ホーク戦争に拍車をかけた。
1805年3月3日、合衆国議会はルイジアナ地区をルイジアナ準州として編入する法律を制定し、1805年7月4日に実効化された。この準州の政府は、インディアナ準州のそれと同様に組織された。

## 註
1. ↑  "An Act to enable the President of the United States to take possession of the territories ceded by France to the United States, by the treaty concluded at Paris, on the thirtieth of April last; and for the temporary government thereof"
2. ↑  "An Act erecting Louisiana into two territories and providing for the temporary government thereof"
3. ↑  これらの土地にはダニエル・ブーンが所有する不動産も含まれていた
4. ↑  A History of Missouri by Louis Houck 1909 pp376-391
5. ↑  "An Act further providing for the government of the district of Louisiana"